# امتحان قيادة
امتحان قيادة المركبات أو امتحان السياقة هو امتحان على الشخص ان يجتازه للحصول على الوثيقة التي تجيز له قيادة السيارة رخصة القيادة، وهنا يتم التمييز بين من يرغب في الحصول على الشهادة لقيادة السيارات الخاصة أو العامة.
وفي بلد مثل سوريا على سبيل المثال يتكون هذا الامتحان من ثلاثة مراحل على الشخص ان يجتازها كلها بنجاح للحصول على شهادة السياقة ولا يكفي ان ينجح فقط في واحد منها ولكن يتمكن من إعادة الامتحان الذي رسب فيه وهي امتحان الميكانيك وامتحان الاشارت وواجبات السائق وامتحان القيادة.